# Alberto Espasandín
Alberto Espasandín (1949) è un allenatore di pallacanestro uruguaiano.

## Carriera
Ha guidato l'Uruguay a due edizioni dei Campionati americani (2005, 2007).